# Орбіта «Молнія»

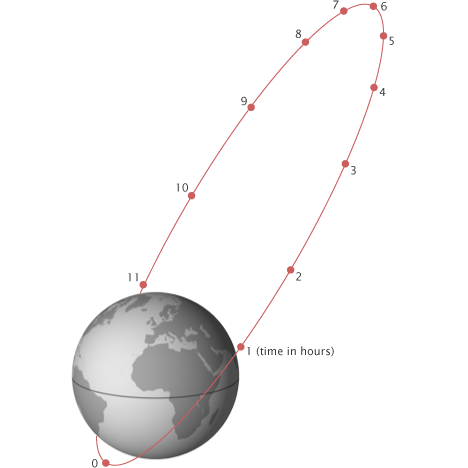
Мал. 1: Орбіта «Молнія». Зазвичай час від перигею о +2 годині до перигею о +10 годині зазвичай використовувався для ретрансляції в північній півкулі.

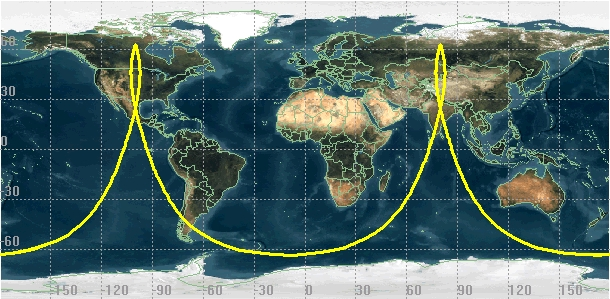
Мал. 2: Проєкція орбіти «Молнія» на земну поверхню. У найбільш сприятливій частині орбіти (4 години з кожного боку від апогею), супутник знаходиться на 55,5° північної широти (широта центральної Шотландії та Москви). Супутник на цій орбіті більше часу знаходиться у північній півкулі та швидко минаю південну півкулю.

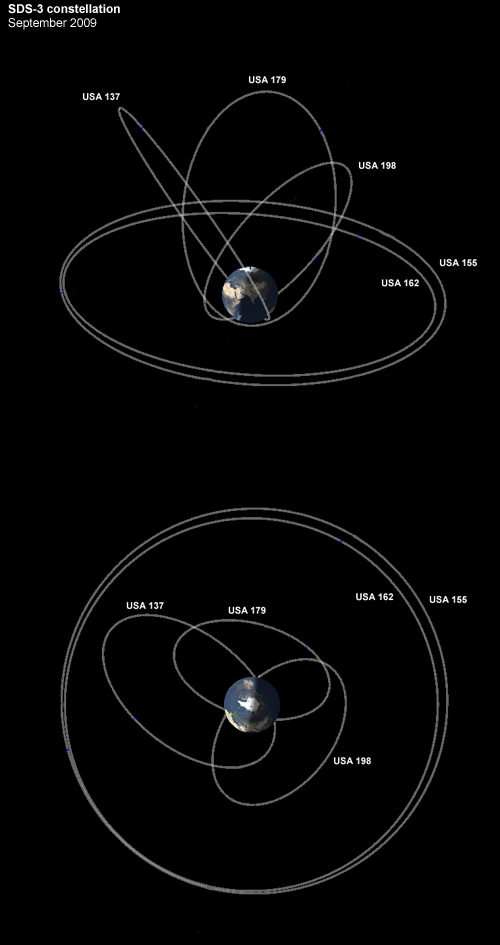
Мал. 3: Система супутникових даних (SDS) використовує комбінацію на геостаціонарній орбіті і орбіті «Молнії». Сукупність супутників на орбіті «Молнія» складається з 3 супутників з різною орієнтацією орбіти та з апогеєм близьким до апогею супутників на геостаціонарній орбіті.

Орбіта «Молнія» (рос. Молния, «Блискавка») — тип супутникової орбіти. Це різновид високої еліптичної орбіти з нахилом 63,4 градуси (він може також складати 62, 62,8 або 65 градусів), аргумент перигею складає 270 градусів, а період обертання становить приблизно половину зоряної доби. Назва походить від серії радянських/російських комунікаційних супутників «Молнія», які використовували цю орбіту з середини 1960-х років.
Високий нахил орбіти «Молнія» забезпечує високий кут огляду для комунікаційних супутників та супутників спостереження, що охоплює високі широти. Високий ексцентриситет орбіти забезпечує довший час обертання над тією цільовою півкулею, порівняно з орбітою, ближчою до кола. З геостаціонарної орбіти, нахил над екватором якої дорівнює 0°, спостерігати за цим регіоном можна тільки під низьким кутом. Також з неї не видні області вище 81° широти.

## Історія
Вперше орбіта «Молнія» була використана серією однойменних комунікаційних супутників. Після двох невдалих запусків у 1964 році, 23 квітня 1965 року «Молнія 1-01» став першим супутником на цій орбіті. Перші супутники серії «Молнія-1» використовувались для дальнього військового зв'язку, проте вони також мали камера для спостереження за погодою та/або виявлення територій для супутників розвідки. Первісно супутники «Молнія» мали термін служби 1,5 роки, тому що орбіти порушувалися пертурбація, і вони мали постійно оновлюватися.
Його наступник, Молнія-2, забезпечував цивільне та військове мовлення та створення телевізійної мережі. Орбіта, що охоплювала територію всього Радянського Союзу. На зміну йому прийшла програма Молнія-3, за якою послідували супутники Маяк та Меридіан в 1997 та 2002 роках відповідно.
Російські супутники раннього сповіщення US-K для спостереження за запусками американських ракет, були запущені на орбіти «Молнія», починаючи з 1967 року в рамках системи Око.
З 1971 року на орбіту «Молнія» запускалися американські супутники Jumpseat та Trumpet, які імовірно використовувалися задля стратегічного перехвату радянських супутників зв'язку Молнія. За станом на 2018 рік детальна інформація по обом програмам має статус військової таємниці.
Далі послідувала американська Система супутникових даних (SDS), до якої входять супутники на орбітах «Молнія» та геостаціонарних орбітах. Ці супутники використовуються для ретрансляції зображень з супутників на низьких орбітах до наземних станцій в США. В неповному об'ємі система почала працювати в 1976 році. Засекречений запуск супутника зв'язку у 1998 році може бути пов'язаний з цією системою.
Російське супутникове угрупування Норд (пізніше — Тюльпан) для мобільного зв'язку на високих широтах подібно до супутникового угрупування Ірідіум не посунулось далі стадії планування.

## Використання
Більша частина території колишнього Радянського Союзу, зокрема Росії, знаходиться у високих широтах. Транслювання на ці широти з геостаціонарної орбіти (над екватором) потребує значної потужності через низький кут нахилу. Супутник на орбіті «Молнія» краще підходить для зв'язку на цих широтах, бо направлений прямо на них більшу частину часу. З апогеєм на висоті 40 000 км і проєкцією на 63,4 градусі північної широти, на більшій частині орбіти зберігається чудовий огляд північної півкулі, включаючи РФ, Північну Європу, Ґренландію та Канаду.
Хоча запуск на орбіту «Молнія» значно менш енергоємний (особливо, з Росії), наземна станція повинна мати складну систему відстеження супутників. До того ж, супутники проходять радіаційний пояс 4 рази за добу. Орбіту супутників необхідно часто коригувати.

## Характеристики
- Велика піввісь: 26,600 km
- Ексцентриситет: 0.74
- Нахил: 63,4°[14]
- Аргумент перігея: 270°
- Період: 718 хвилин[2]

Необхідно не менш трьох супутників для якісного покриття такої території, як Росія, окремі частини якої знаходяться на 45 градусі північної широти. При використанні трьох супутників, кожен з них працює 8 годин: 4 до і 4 після апогею.
Земля обертається наполовину за 12 годин, тому апогеї послідовних орбіт «Молній» будуть знаходитись то у одній, то у іншій половині північної півкулі Апогеї оригінальної орбіти «Молнія» знаходилися над Росією та Канадою, та їх можна міняти, змінюючи пряме сходження висхідного вузла. Наприклад, якщо довгота апогеїв складає 90° на схід та 90° на захід, супутник в апогеї буде обслуговувати Європу та Азію (див. мал. 3-5), а потім Північну Америку (див. мал. 6-8).
Таким чином, орбіти трьох супутників будуть мати однакові параметри, але пряме сходження висхідного вузла для проходження апогею (наприклад, 90° на схід та 90° на захід) з різницею 7,97 години. Таким чином, коли один супутник пройде 4 години після апогею, наступний супутник ввійде в операційну зону (мал. 5-8). На момент переключення, супутники розділяє відстань приблизно 1500 км, тому наземній станції треба змінити фокус всього на кілька градусів, для переключення на наступний супутник.

### Нахил орбіти
В цілому, сплюснутість Землі змінює аргумент перигею ({\displaystyle \omega }) так, що навіть, якщо б апогей знаходився біля північного полюса, він поступово б зміщувався, згідно з рівнянням 1, без постійного коригування орбіти двигунами.

| {\displaystyle \Delta \omega =-2\pi \;{\frac {J_{2}}{\mu p^{2}}}\;3\left({\frac {5}{4}}\sin ^{2}i-1\right)} | \| \| \| \| \| \| \| \| | (1) |
| |                         |     |
| |                         |     |
де {\displaystyle \mu } — гравітаційна стала, {\displaystyle J_{2}} — період пертурбації та {\displaystyle p} — конічні перетини.
Орбіта «Молнія» використовує нахил 63,4°, на якому пертурбації дорівнюються 0. Це дозволяє уникнути витрат палива. При цьому нахилі фактор {\displaystyle \left({\frac {5}{4}}\sin ^{2}i-1\right)} дорівнює нулю, тому перигей не змінюється з часом.

### Період обертання
Задля того, щоб геометрія відносно наземної станції повторювалась кожних 24 години, необхідно, щоб період обертання складав приблизно половину зоряної доби, зберігаючи незмінною довготу апогеїв.

Сплюснутість Землі спричиняє зміну нахилу висхідного вузла ({\displaystyle \Omega }), в результаті чого проєкція супутника на Землю буде мінятися зі швидкістю, показаною у рівнянні 2.

| {\displaystyle \Delta \Omega =-2\pi \;{\frac {J_{2}}{\mu p^{2}}}\;{\frac {3}{2}}\cos i} | \| \| \| \| \| \| \| \| | (2) |
|                                                                                         |                         |     |
|                                                                                         |                         |     |
Нахил орбіти «Молнії» встановлюється заздалегідь, тому пертурбація {\displaystyle \Delta \Omega =-0.0742} градусів за орбіту. Для компенсації період орбіти коригується таким чином, щоб довгота апогею змінювалась в достатньому ступеню для нівелювання цього ефекту.

### Ексцентриситет
Ексцентриситет орбіти обчислюється виходячи з різниці в висоті апогею та перигею. Чим вищий ексцентриситет, тим більше часу супутник проведе біля точки апогею.
Проте, перигей має знаходитись вище атмосфери, щоб уникнути гальмування, період обертання має складати приблизно половину зоряної доби. Ці два фактори обмежують ексцентриситет, який становить приблизно 0,737.

## Моделювання
Задля відстеження супутників на орбіті «Молнія» використовуються SDP4 спрощенні моделі пертурбації, за допомогою яких розраховується положення супутника, виходячи із формі орбіти, гальмування, радіації, гравітаційного впливу Сонця та Місяця та резонансу Землі.

## Діаграми
| |
| Мал. 2: Зони огляду з орбіти "Молнії". Зелена зона - апогей. Червона зона - +/-4 години до апогею. Синя зона - +\-3 години до апогею. Довгота апогею змінюється не більше, як на ±2.7°. Огляд з різних точок представлений на мал. 3-8. |

| |
| Мал. 3: Вид на Землю за 4 години до апогею при 90° східної довготи. Висота супутника 24043 км над точкою 92,65° східної довготи 47,04° північної широти. |

| |
| Мал. 4: Вид на Землю з апогею при 90° східної довготи. Висота супутника 39867 км над точкою 90° східної довготи 63,43° північної широти. |

| |
| Мал. 5: Вид на Землю через 4 години після апогею при 90° східної довготи. Висота супутника 24043 км над точкою 87,35° східної довготи 47,04° північної широти. |

| |
| Мал. 6: Вид на Землю за 4 години до апогею при 90° західної довготи. Висота супутника 24043 км над точкою 87,35° західної довготи 47,04° північної широти. |

| |
| Мал. 7: Вид на Землю з апогею при 90° західної довготи. Висота супутника 39867 км над точкою 90° західної довготи 63,43° північної широти. |

| |
| Мал. 8: Вид на Землю через 4 години після апогею при 90° західної довготи. Висота супутника 24043 км над точкою 92,65° західної довготи 47,04° північної широти. |

| |
| Мал9: Угрупування з трьох супутників забезпечує зв'язок у північній півкулі. P - період обертання. Зелена лінія - обслуговування Азії та Європи (мал. 3-5), червона лінія - обслуговування Північної Америки (мал. 6-8). |